# Danišovce
Danišovce este o comună slovacă, aflată în districtul Spišská Nová Ves din regiunea Košice. Localitatea se află la altitudinea de 470 m deasupra n.m., se întinde pe o suprafață de 4,3 km2 și în 2017 număra 555 de locuitori.

## Istoric
Localitatea Danišovce este atestată documentar din 1287.

## Demografie
| An:                | 1994 | 2004    | 2014    | 2024   |
| ------------------ | ---- | ------- | ------- | ------ |
| Număr de persoane: | 326  | 454     | 555     | 558    |
| Diferență:         |      | +39,26% | +22,24% | +0,54% |

| An:                | 2023 | 2024   |
| ------------------ | ---- | ------ |
| Număr de persoane: | 563  | 558    |
| Diferență:         |      | −0,88% |